# Cristiano Frattini
Cristiano Frattini (Varese, 17 aprile 1973) è un ex ciclista su strada italiano, professionista dal 1996 al 2005.
È il fratello di Francesco e Davide Frattini, a loro volta ciclisti.

## Piazzamenti

### Grandi Giri
- Giro d'Italia

1997: 86º
1999: 61º
2000: ritirato (10ª tappa)
2003: 73º
- Tour de France

1996: 103º
- Vuelta a España

1998: 68º

### Classiche monumento
- Liegi-Bastogne-Liegi

2000: ritirato
2001: ritirato
- Giro di Lombardia

2000: ritirato
2001: ritirato
2003: ritirato
2005: ritirato